# Loi sur l'assistance médicale
La loi du 15 juillet 1893 sur l'assistance médicale fut votée sous la Troisième République. Elle est l'un des symboles du solidarisme et un pilier de l'émergence de l'État-Providence ou « société assurantielle ». 
Son article premier établit que :
« Tout Français malade, privé de ressources, reçoit gratuitement de la commune, du département ou de l'État suivant son domicile de secours, l'assistance médicale à domicile, ou s'il y a impossibilité de le soigner utilement à domicile, dans un lieu hospitalier. 

Les femmes en couche sont assimilées à des malades.

Les étrangers malades, privés de ressources, seront assimilés aux Français toutes les fois que le Gouvernement aura passé un traité d'assistance réciproque avec leur nation d'origine. »